# Tweede Kamerverkiezingen 2003/Kandidatenlijst/Lijst Veldhoen
Dit is de kandidatenlijst voor de Tweede Kamerverkiezingen 2003 van de Lijst Veldhoen. De partij deed alleen mee in de kieskringen 12, 13 en 14 en bevatte één kandidaat.

## De lijst
1. Jan Veldhoen, Rotterdam - 296 stemmen

CDA · LPF · VVD · PvdA · GroenLinks · SP · D66 · ChristenUnie · SGP · Leefbaar Nederland · DeConservatieven.nl · NCPN · Duurzaam Nederland · PvdT · Partij voor de Dieren · Lijst 16 · Vooruitstrevende Integratie Partij · AVD · Lijst Veldhoen